# Groniczek (Beskid Mały)
Groniczek (571 m n.p.m.) – szczyt w południowo-zachodniej części grupy Czupla i Magurki Wilkowickiej w Beskidzie Małym. Jego stoki północno-zachodnie opadają do potoku Wieśnik, południowo-zachodnie – w stronę zabudowań Łodygowic, zaś południowo-wschodnie – ku dolinie potoku Bartoszowiec.
Na północno-zachodnich stokach góry znajduje się Skała Czarownic – grupa skał o bogatej florze naskalnej. Spotkać tu można takie gatunki roślin jak zanokcica skalna, zanokcica zielona oraz chronione: widłak goździsty i wroniec widlasty. Z miejscem tym wiąże się wiele legend. Według jednej z nich Skała miała być kryjówką zbójnika Wojciecha Buloka ze Spytkowic i jego dwóch pomocnic-znachorek; parali się oni okradaniem kościołów. W pobliżu miały zostać ukryte skarby. Według zaś innej to kamień pozostawiony przez diabła, który miał nim zniszczyć pobliski kościół.
Groniczek znajduje się w granicach wsi Łodygowice w województwie śląskim, w powiecie żywieckim, gminie Łodygowice. Przez jego szczyt nie przebiega żaden znakowany szlak turystyczny, natomiast Skała Czarownic znajduje się na „Szlaku Harnasia Rogacza”, przebiegającym na terenie gminy Wilkowice i łączącym Wilkowice, Rogacz, Magurkę Wilkowicką, jaskinię Wietrzna Dziura i wspomnianą już Skałę.